# Academia Internacional das Ciências de São Marinho
A Academia Internacional das Ciências de São Marinho (em italiano:  Accademia internazionale delle scienze San Marino, AIS) é uma associação científica fundada na Sereníssima República de São Marinho em 1985, com base na lei número 127 de 31 de outubro de 1985 (lei-quadro do ensino superior).
Após as alterações da lei em 1995 (lei número 132 de 30 de novembro de 1995), a associação tornou-se uma instituição académica e cultural com sede na cidade de São Marinho. De acordo com o seu estatuto, é responsável por duas áreas distintas de atividades: ensino superior, e atividades académicas e de investigação. A instituição também utiliza o esperanto no seu ensino e publicações académicas.
Apesar de não possuir edifício próprio em São Marinho, a organização é responsável por organizar cursos internacionais em vários países. A parte restante do seu programa é ensinada a distância, pela Internet. .
O seu primeiro reitor foi o alemão Helmar Frank. Em 2008 Fabrizio Pennacchietti ocupou o cargo, que atualmente é designado por presidente do Senado Académico.